# Айча Варлъер
Айча Варлъер (на турски: Ayça Varlıer) е турска киноактриса и певица.

## Биография
Родена е в Анкара през 1977 г. Живяла е в САЩ и е бакалавър по музика на Харвардския университет. От 2000 г. до 2003 г. изкарва мастерклас в МХАТ – Москва, което подсказва, че е доста интелигентна, освен че е и привлекателна актриса.
Самата тя казва за себе си: „Отидох в Америка на 16-годишна възраст. След завършването на гимназията и успешни музикално-театрални кандидатстудентски изпити следвах в Харвард. След това продължих специализация в МХАТ – Арттеатър. След атентата на 11 септември 2001 г. в САЩ не ми подновиха зелената карта и така се завърнах в Турция. Всъщност аз съм професионална певица. Първата ми роля бе в сериала „Karım ve Annem“, а в Държавната опера и балет това беше мюзикълът „Уестсайдска история“. За ролята в него бях номинирана с наградата на „Afife AMY“.
След това през 2005 г. идва предложението за ролята на Пънар в сериала „Перла“.
Снима се и в изключително популярния в Турция и в арабските страни сериал „Kurtlar Vadisi Pusu“, а в края на 2009 г. е финалът и на сериала „Любов назаем“ („Son Bahar“), където актрисата изпълнява ролята на главната героиня Сабиха Йълмаз. Към началото на 2010 г. е участвала в 2 игрални филма и в 7 сериала. Варлъер има издаден компактдиск. Участва в музикални концерти и фестивали, има общ проект за диск с певеца Мехмет Теоман.